# テレノベラ
テレノベラ（西・葡: Telenovela）とは、スペイン語やポルトガル語で「テレビ小説」を意味し、ラテンアメリカを中心に製作、放映されているメロドラマのスペイン語及びポルトガル語の名称である。製作国はメキシコ・ベネズエラ・コロンビア・チリ・ブラジル、キューバ等。

## 概要
1951年ブラジルで製作された「Sua Vida Me Pertence(あなたの人生は私のもの)」がテレビの歴史で最初のテレノベラであった。
その後､キューバ「Senderos de amor（ 愛の道）」(1952年)､キューバとメキシコ合作「Angels of the Street(ストリートの天使)」(1953年)､メキシコ単独では「Senda prohibida(禁じられた道)」(1958年)など次々とテレノベラ方式のドラマが作られた｡
1979年のメキシコ製作の「Los ricos también lloran（豊かな者の叫び）」がロシア、中国、アメリカ、その他の国に輸出され､テレノベラの名を一躍世界に広める事となった。

## 特徴
100話以上に及ぶ長いシリーズが多く、登場人物が多数出てくる。また話のプロットはワンパターンで男女が困難を乗り越え最終的には結ばれるというものがほとんどである。通常主演俳優はヨーロッパ系の白人が主流。大豪邸やメイドなどが出てくる事も多々あり、現実の一般的なラテンアメリカに住む人達とは一味違う世界が展開されている。ここ最近ではスペイン語圏のみならず、北アメリカ、ヨーロッパ、中近東、アジア諸国でも放映され人気を呼んでいる。日本では昼ドラや大映ドラマを彷彿とさせる前時代的でベタとも思われる展開と、嫉妬や疑念が渦巻くドロドロさ、ラテン系の大げさな科白が人気を博し、海外ドラマの中では欧米ドラマ、アジアドラマ(韓国ドラマ

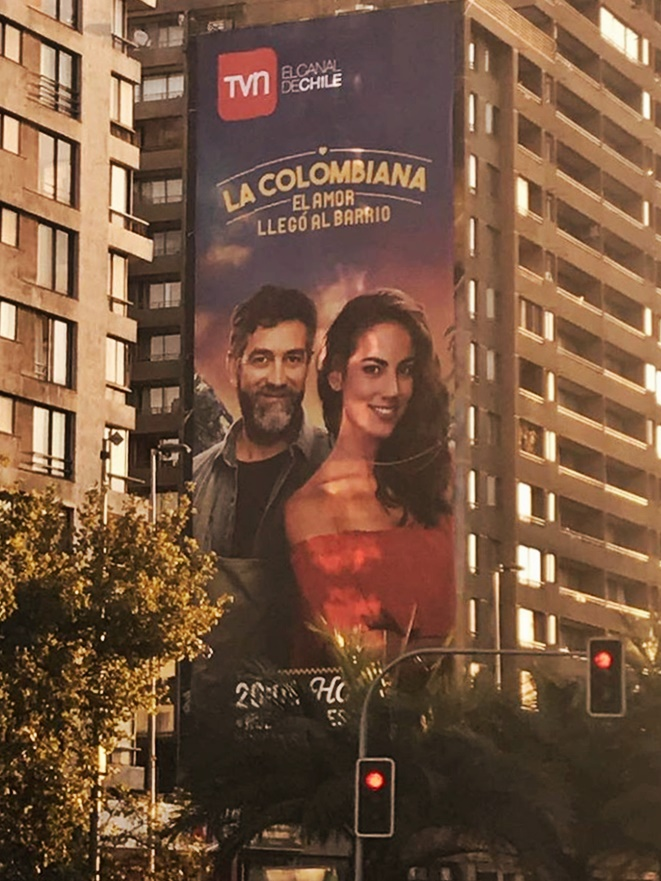
チリ「La colombiana」2017年のポスター

や台湾ドラマなど)に続き人気が上昇している。

## テレノベラ出身の有名人
- ナタリア・オレイロ
- タリア
- サルマ・ハエック
- リッキー・マーティン
- バルバラ・モリ
- マリア・エウヘニア・スアレス
- ウィリアム・レビー
- ベリンダ
- アナイ
- レジーナ・トルネ
- ラリ・エスポジット
- ジェネシス・ロドリゲス

## 日本で放映されたテレノベラ
1996年にスーパーチャンネル(現・スーパー!ドラマTV)から放送された『カサンドラ〜愛と運命の果てに
』が日本初放映のテレノベラである。以下は日本で放映されたテレノベラである。
- カサンドラ／愛と運命の果てに 主演:コライマ・トーレス（英語版）(1996)
- スウィート・エネミー〜甘い媚薬（英語版） 主演:ジジ・ザンケッタ（英語版）(1995 –1996)
- イリュージョン〜愛の掟（英語版） 主演:クリソル・カラバル（英語版）(1995)
- ゲーム・オブ・ライフ（英語版） 主演:ヴァレンティノ・ラヌース（英語版）(2001～2002) - 2004年10月にKBS京都で放送開始したが、権利関係でトラブルが生じたため翌2005年1月より中断している。現地では既に完結。テレビサも参照。
- ビクトリア〜愛と復讐の嵐 主演:ソンヤ・スミス(2006)
- アンドレア〜愛と略奪の炎 主演:カタリナ・アリスティサバル（スペイン語版）(2004)
- エンジェル 〜 天使のような反逆者 主演:グレテル・ヴァルディーズ（英語版）(2004)
- ディアナ〜 禁断の罠 主演:アレハンドラ・ラスカーノ（英語版）(2007)
- ベティ〜愛と裏切りの秘書室 主演:アナ・マリア・オロスコ（英語版）(1999～2001) - アメリカでアグリー・ベティとしてリメイクされた
  - エコモダ〜愛と情熱の社長室 (2001) - ベティの続編
- マリナ 〜 恋に落ちた女神（英語版） 主演:マウリシオ・オフマン（英語版）(2006)
- セカンド・チャンス 主演:アンドレス・ガルシア（英語版）(2005)
- ガブリエル〜不滅の愛〜 主演:チャヤン　2010年7月第1話LaLaTVで先行放送　2010年12月6日LaLaTVでレギュラー放送　全11話
- ヴィーナス〜時空を超えた愛〜（英語版） (2010)主演:マウリシオ・オフマン（原題：『El Clon』）
- エヴァ・ルナ（英語版） 主演:ブランカ・ソト（英語版）(2010)
- アメリカ産テレノベラ
  - アグリー・ベティ 主演:アメリカ・フェレーラ(2006年～2010年)
  - 俺たちサボテン・アミーゴ 主演:ウィル・フェレル(2012年)
  - ジェーン・ザ・ヴァージン 主演:ジーナ・ロドリゲス(2014年～2019年)　同名ベネズエラ番組のリメイク。日本ではNetflix配信
  - クイーン・オブ・ザ・サウス 〜女王への階段〜 主演:アリシー・ブラガ(2016年～)同列スペイン語放送局ドラマ「ラ・レイナ・デル・スル」のリメイク｡日本ではFOXチャンネル